# دالة غرين
في الرياضيات، دالة غرين (بالإنجليزية: Green's function)‏ هي الاستجابة النبضية لمؤثر تفاضلي خطي غير متجانس محدد في مجال بشروط أولية محددة أو شروط حدودية.